# Конкордат семи
Конкордат семи (от нем. Siebnerkonkordat) или Зибенбунд (от Siebenbund — «Союз семи») — образованный 17 марта 1832 года союз семи промышленно развитых кантонов Швейцарии. В него входили Аргау, Берн, Золотурн, Люцерн, Санкт-Галлен, Тургау, Цюрих. Конкордатом Семи была предложена программа политических, экономических и социальных преобразований, которая, однако, была отвергнута более экономически отсталыми кантонами.